# Cross Network Intelligence
Cross Network Intelligence je inovativní softwarová platforma na správu a modelování počítačových sítí od fyzické a logické struktury po procesy jako alarmy a zákaznické služby. V roce 2016 byla oceněna jako nejinovativnější firma Moravskoslezského kraje.
V roce 2017 Cross Network Intelligence finančně podpořili startupové inkubátory Bolt Start Up Development a UP21. V současnosti má pobočky v Praze a v Camboro Business Parku, Cambridge, Velká Británie.